# Base dell'esercito generale Belgrano II
La base dell'esercito generale Belgrano II (in spagnolo base de ejército general Belgrano II) è una base antartica argentina permanente situata nella costa di Luitpold e intitolata al generale Manuel Belgrano.

## Ubicazione
La base Belgrano II è localizzata ad una latitudine di 71°51'05" sud e ad una longitudine di 34°33'01" ovest . Costruita dalla Repubblica Argentina per effettuare ricerche scientifiche durante tutto l'arco dell'anno, è attualmente la base argentina più a sud del continente. Le strutture si affacciano sulla baia di Vahsel, nel mare di Weddell a circa 1 300 km dal Polo Sud.
Le temperature oscillano tra i -5 e i -48 °C

## Storia
Nel 1955 il generale Hernán Pujato fondò la prima base Belgrano. 24 anni dopo, il 5 febbraio 1979, venne inaugurata l'attuale Belgrano II in sostituzione della stazione precedente, ormai obsoleta.
Successivamente è stata fondata anche una terza base Belgrano che ha operato dal 1980 al 1984.

## Popolazione
La base conta la presenza approssimativa di venti persone, tra cui meteorologi, scienziati, e personale logistico di appoggio dell'Ejército Argentino.

## Attività
L'Instituto Antártico Argentino vi ha installato un proprio laboratorio, con annessa stazione meteorologica. Le principali attività della base sono:
- lo studio dell'ozonosfera, dell'anidride carbonica e dei raggi ultravioletti (in cooperazione con l'Italia)
- lo studio delle aurore polari (in cooperazione con l'Italia).
- l'analisi delle variazioni del campo magnetico
- lo studio della ionosfera
- lo studio dei raggi cosmici

Dal 1991 è operativo, con il contributo della Organizzazione meteorologica mondiale un elettrofotometro Brewer con lo scopo di monitorare l'ozono atmosferico. In questa attività gioca un ruolo importante anche l'esercito argentino che, dall'anno 2000, gestisce campo Sobral (sullo stesso luogo dove sorgeva l'omonima base), attivo da settembre a dicembre quando la concentrazione di ozono nell'alta atmosfera raggiunge i livelli minimi.

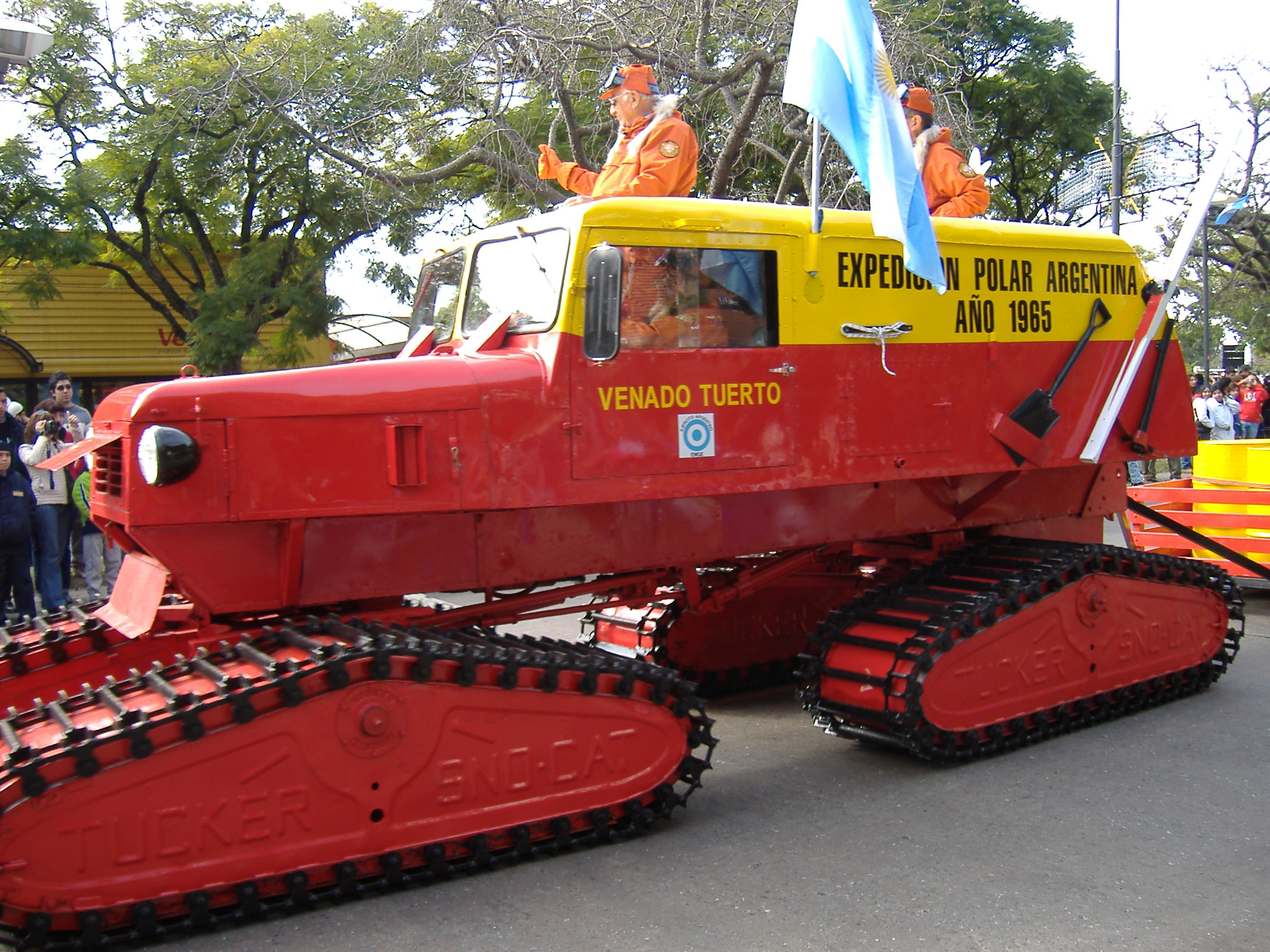
Trattore utilizzato nella prima spedizione argentina al Polo Sud in parata a Rosario.

## Veicoli
Il personale della base si trova talvolta ad operare ad oltre 200 chilometri di distanza dalla Belgrano II. Per gli spostamenti più lunghi vengono utilizzati veicoli tipo gatto delle nevi o trattori mentre nelle tratte brevi sono impiegate motoslitte.